# Fredrika Eleonora von Düben
Fredrika Eleonora von Düben, född 17 december 1738, död 1 mars 1808 i Linköping, var en svensk grevinna, hovfunktionär (överhovmästarinna) och konstnär (målare och brodör). Hon var hedersmedlem av Konstakademien. 

## Biografi
Fredrika Eleonora von Düben var dotter till riksrådet friherre Joachim von Düben d.y. och dennes första hustru Catharina Eleonora Temming, vars far var holländsk guvernör i Surinam. Hon var hovfröken hos Lovisa Ulrika från 1757 till 1759, och gifte sig 1759 med greve Nils Adam Bielke. 
Hon efterträdde grevinnan Törnflycht som hovmästarinna hos änkedrottning Lovisa Ulrika och behöll tjänsten till 1782.
von Düben ansågs vara mer sedlig än de flesta vid det gustavianska hovet och var omtyckt av Sofia Magdalena, som endast ville umgås med personer med gott rykte. Hon beskrivs som "En kvinna med egenskaper vida över medelmåttan", vars "utmärkta vett och förträffliga egenskaper hafva förfärvat en sådan allmän högacktning, ett det vore överflödigt att här nämna dem", vilket ansågs stå över hennes köns förmåga och placera henne bland de främsta kvinnorna i landet: detta omdöme ansågs bland annat syfta på handlingskraft och intellektuellt skarpsinne samt hennes skicklighet som konstnär. En  annan samtida påstod att hon var ohövlig och stolt och älskarinna till två ambassadörer efter varandra.
Fredrika Eleonora von Düben deltog i Konstakademiens utställning 1783 med ett landskap broderat på vitt siden. Hon invaldes samma år som Konstakademiens första kvinnliga hedersledamot.